# HMS Hermione (74)
HMS Hermione (74) là một tàu tuần dương hạng nhẹ lớp Dido của Hải quân Hoàng gia Anh Quốc, được đưa ra hoạt động trong Chiến tranh Thế giới thứ hai và đã bị tàu ngầm Đức đánh chìm tại Địa Trung Hải vào năm 1942.

## Thiết kế và chế tạo
Hermione được chế tạo bởi hãng Alexander Stephen and Sons tại Glasgow, Scotland. Nó được đặt lườn vào ngày 6 tháng 10 năm 1937, được hạ thủy vào ngày 18 tháng 5 năm 1939 và được đưa ra hoạt động vào ngày 25 tháng 3 năm 1941.

## Lịch sử hoạt động
Sau khi công việc trang bị hoàn tất vào tháng 5 năm 1941, Hermione tham gia Hải đội Tuần dương 2 trực thuộc Hạm đội Nhà. Vào tháng 6 nó gia nhập Hạm đội Địa Trung Hải, được điều về Hải đội Tuần dương 1 thuộc Lực lượng "H", và đã tham gia vào việc hộ tống các tàu sân bay Ark Royal và HMS Furious khởi hành từ Gibraltar đi đến gần Malta, chuyển số máy bay đến đặt căn cứ tại hòn đảo như một phương tiện phòng thủ. Đến tháng 7 năm 1941, nó nằm trong thành phần hộ tống cho tàu chiến-tuần dương Renown, thiết giáp hạm Nelson và tàu sân bay Ark Royal tại phía Tây Địa Trung Hải, khi lực lượng này được giao nhiệm vụ tấn công một sân bay tại Aghero, Sardinia.

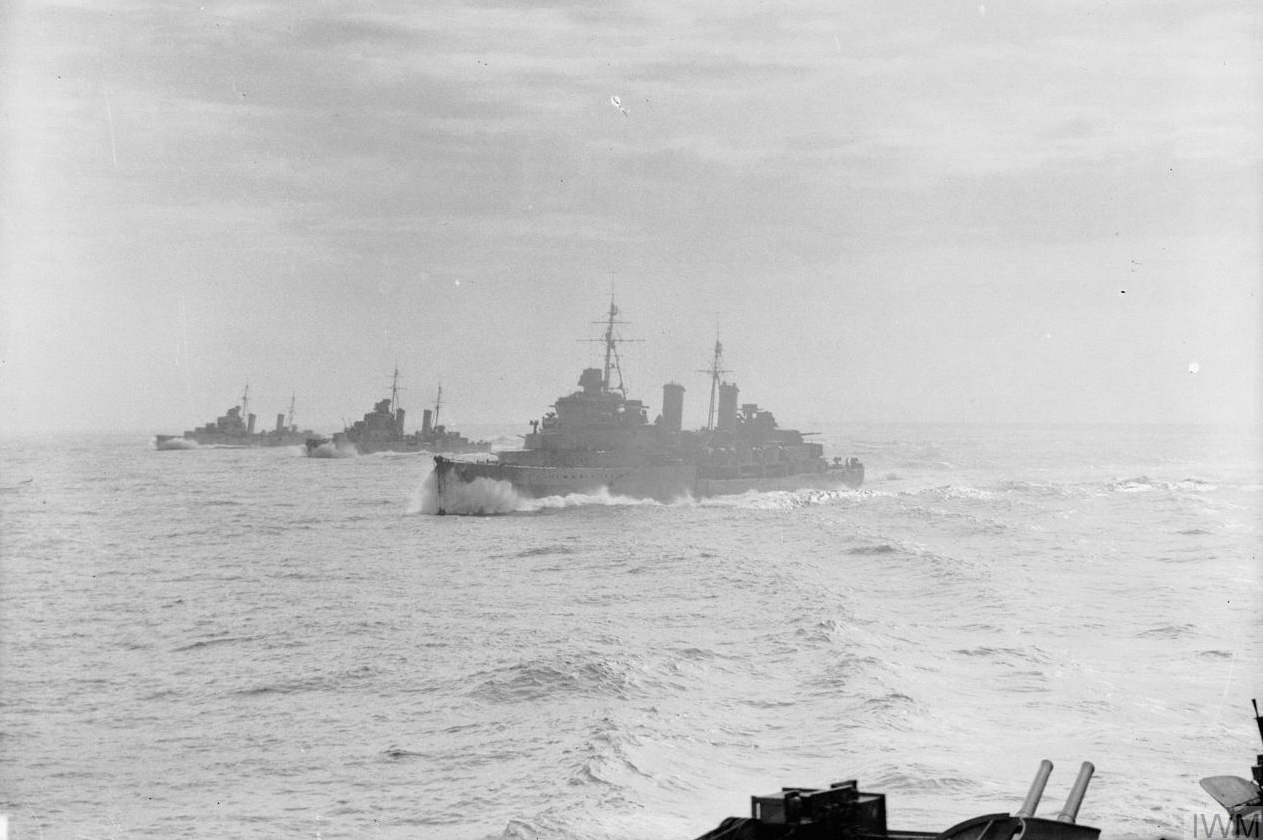
Các tàu tuần dương Edinburgh, Hermione và Euryalus đang di chuyển theo đội hình hàng dọc đang khi hộ tống một đoàn tàu vận tải trong Chiến dịch Halberd.

Cuối tháng đó, chúng lại hộ tống một đoàn tàu vận tải bao gồm 13 tàu buôn hướng đến Malta mang mật danh Chiến dịch Substance. Tất cả đều xoay xở đến được Malta, cho dù một tàu buôn chất đầy dầu sống sót một cách kỳ diệu sau khi trúng ngư lôi. Tàu khu trục Australia HMAS Nestor đã ở lại bảo vệ cho nó. Trong đêm, chiếc tàu buôn lấy lại được tốc độ 10 knot, nhưng đến sáng, Nestor lúng túng không tìm thấy dấu vết các tàu vận tải và tàu hộ tống. Nó phải đơn độc đẩy lui máy bay ném bom bổ nhào Đức hết đợt này đến đợt khác, cho đến khi Hermione cuối cùng đến nơi để trợ giúp cho chiếc tàu khu trục, lúc này đã lâm nguy vì hết đạn. Chiếc tàu tuần dương bắn rơi hai máy bay đối phương. Vài giờ sau đó, cả ba con tàu đi vào cảng Malta.

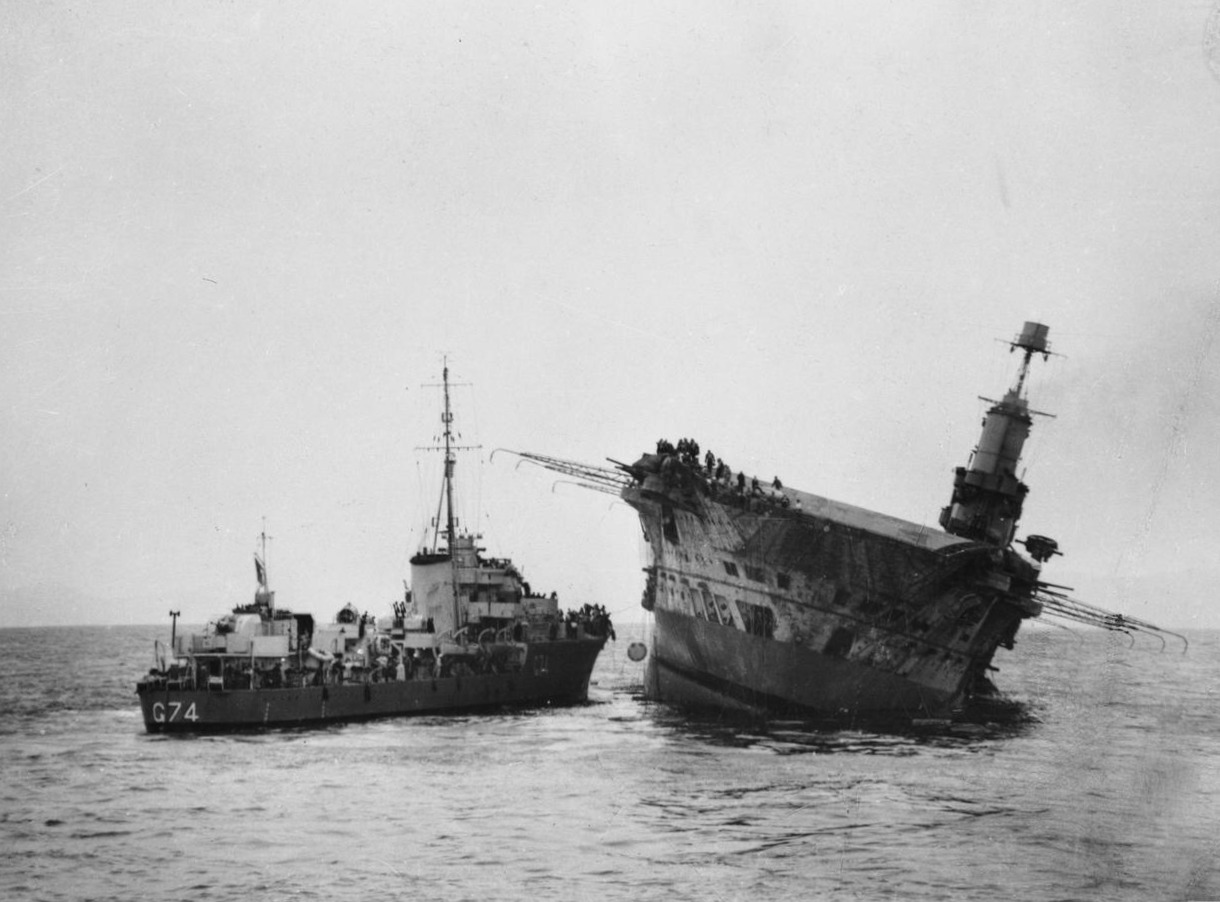
HMS Legion đang cặp vào mạn Ark Royal cứu vớt những người sống sót khi tàu sân bay đã bị nghiêng sang mạn phải. Ảnh chụp từ Hermione

Vào ngày 2 tháng 8 năm 1941, trên đường đi đến khu vực tác chiến, tàu ngầm Ý Tembien bị một máy bay của Ark Royal phát hiện, và Hermione đã húc và đánh chìm chiếc tàu ngầm. Đến tháng 9, nó lại hộ tống cho Ark Royal để máy bay cất cánh từ chiếc tàu sân bay có thể tăng cường cho việc phòng thủ Malta. Trong thời gian còn lại trong tháng, nó hộ tống đoàn tàu vận tải từ Gibraltar để tiếp liệu cho Malta. Đến tháng 11, nó hộ tống cho thiết giáp hạm Malaya và các tàu sân bay Argus và Ark Royal tăng cường máy bay cho Malta, nhưng kế hoạch bị phá hỏng khi tàu ngầm Đức U-205 tấn công lực lượng bằng một loạt ba quả ngư lôi, nhưng tất cả đều bị trượt. Tuy nhiên, đến giữa ngày, một tàu ngầm khác, chiếc U-81 đánh trúng Ark Royal một quả trong loạt bốn quả ngư lôi. Chiếc tàu sân bay được kéo đi, nhưng đã bị chìm vào ngày hôm sau khi chỉ còn cách Gibralta khoảng 45 km (25 hải lý).
Người ta tiến hành vào tháng 3 năm 1942 một cố gắng khác nhằm tăng viện máy bay đến Malta, lần này sử dụng các tàu sân bay Argus và Eagle, nhưng chiến dịch bị hủy bỏ do thời tiết xấu. Nỗ lực được lặp lại sau đó, và cuối cùng 16 chiếc Supermarine Spitfire cũng đến được Malta dưới sự canh chừng của Hermione. Cuối tháng đó, chiếc tàu tuần dương hộ tống cho đoàn tàu vận tải trong Chiến dịch Ironclad từ Gibraltar đến Durban. Vào tháng 4 năm 1942, chiếc tàu tuần dương đặt căn cứ tại Freetown, và vào ngày 19 tháng 4, nó đi đến Simonstown, Nam Phi, để vào ụ tàu nhằm sửa chữa những hư hại trên lườn tàu phía trước. Ba ngày sau, nó lên đường đến một khu vực phía Tây Bắc Madagascar để gặp gỡ một hạm đội tấn công trong Trận Madagascar.

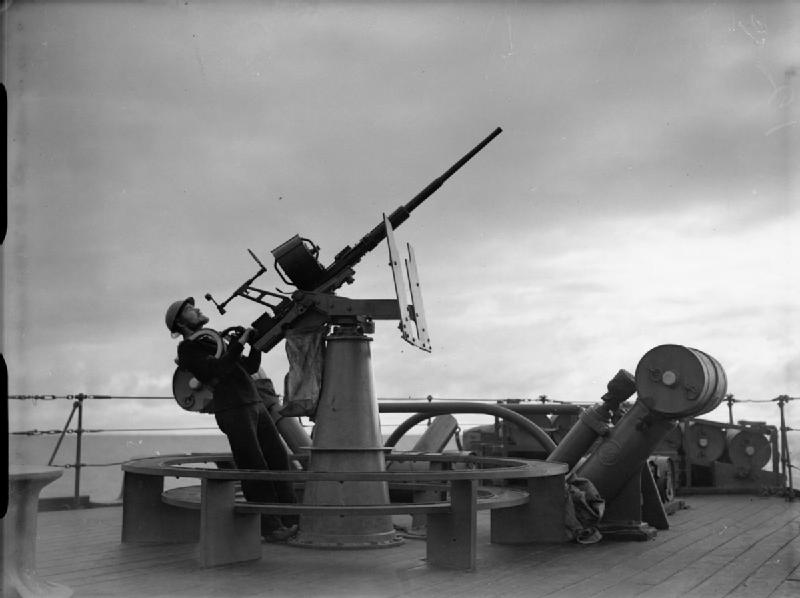
Khẩu đội pháo phòng không Oerlikon 20 mm trên chiếc HMS Hermione, một pháo thủ sử dụng bộ tựa vai bằng cao su để bắn ở góc cao. Phía sau là bộ phóng mìn sâu Thornycroft Mark II và đường ray thả thủy lôi.

Đến tháng 6, một lần nữa Hermione quay trở lại hoạt động tại Mặt trận Địa Trung Hải, gia nhập Hải đội Tuần dương 15 ở phía Đông, nơi nó hoạt động cùng các con tàu chị em Cleopatra, Dido và Euryalus; chúng hộ tống cho các đoàn tàu vận tải từ Alexandria hướng đến Malta. Vào ngày 16 tháng 6 năm 1942, trên đường quay trở về Alexandria, dưới quyền chỉ huy của Thuyền trưởng, Đại tá hải quân Geoffrey Oliver, Hermione trúng phải ngư lôi phóng từ tàu ngầm Đức U-205 ở về phía Bắc Sollum, và bị chìm ở tọa độ 33°20′B 26°00′Đ / 33,333°B 26°Đ. Có 87 thành viên thủy thủ đoàn thiệt mạng theo con tàu.